# Santiago de Alcántara
Santiago de Alcántara – gmina w Hiszpanii, w prowincji Cáceres, w Estramadurze, o powierzchni 95,67 km². W 2011 roku gmina liczyła 615 mieszkańców.